# EE-11 Urutu
EE-11 Urutu je oklopni transporter sa 6x6 koji je 1970-ih godina u brazilskoj tvornici Engesa. Kao i EE-9 Cascavel, transporter se sastoji od mnogih komercijalno dostupnih dijelova te ta dva vozila dijele mnoge komponente. Unutar brazilske vojske marinski korpus koristi amfibijsku inačicu s propelerima i moćnijim motorom. Riječ "Urutu" dolazi od riječi za jednu brazilsku vrstu zmije.
EE-11 Urutu korišten je u borbama u Libiji, Iranu i Iraku gdje je postigao odlične rezultate čime je proizvođač Engesa iz Brazila postignuo dobru reputaciju svojih proizvoda u arapskom svijetu. U borbama se EE-11 Urutu sa svojim mogućnostima pokazao jednakim ili superiornijim od sovjetskih oklopnih transportera, kao što BTR-60 i BTR-70. Također, to vozilo je u odnosu na sovjetska vozila imalo manje operativne troškove. Takvi odlični rezultati potaknuli su tvrtku Engesa da razvije glavni borbeni tenk EE-T1 Osorio.
EE-11 Urutu prestao se proizvoditi 1987. godine. Ta vozila i dalje se koriste u brazilskoj vojsci, no ona su osuvremenjena i unaprijeđena za potrebe vojske. Predviđeno je da će to vozilo biti zamijenjeno s oklopnim transporterom VBTP MR 2012. godine.
Iako se Urutu smatra zastarjelim zbog nedostatka zaštite od modernih protuoklopnih metaka, još ga uvijek uvelike koristi brazilska vojska u stabilizacijskim misijama Ujedinjenih Naroda na Haitiju nakon katastrofalnog potresa na tom karipskom otoku (državi).

## Korisnici
- Bolivija - 24 vozila
- Brazil - brazilska vojska posjeduje 215 primjeraka ovog oklopnog transportera
- Ekvador - nepoznata količina vozila
- Gabon - nepoznata količina vozila
- Gvajana - nepoznata količina vozila
- Irak - 2000 vozila
- Iran - nepoznata količina vozila
- Kolumbija - posjeduje 100 primjeraka ovog oklopnog transportera
- Libija - posjeduje 100 primjeraka ovog oklopnog transportera
- Paragvaj - posjeduje 12 primjeraka ovog oklopnog transportera
- Saudijska Arabija - posjeduje 20 primjeraka ovog oklopnog transportera tijekom Zaljevskog rata
- Surinam - nepoznata količina vozila
- Tunis - nepoznata količina vozila
- Ujedinjeni Arapski Emirati - posjeduje 120 primjeraka ovog oklopnog transportera
- Urugvaj - nepoznata količina vozila
- Venezuela - posjeduje 38 primjeraka ovog oklopnog transportera
- Zimbabve - posjeduje 7 primjeraka ovog oklopnog transportera

## Vanjske poveznice
- Globalsecurity.org
- (fr.) Armyrecognition.com